# Daniel Heinsius

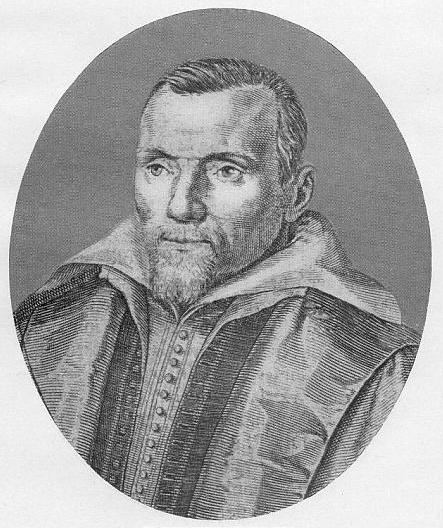
Daniel Heinsius

Daniel Heinsius (ur. 1580 zm. 1655) – holenderski poeta, filolog i historiograf pochodzenia flamandzkiego, profesor Uniwersytetu w Lejdzie.
W wieku dwudziestu dziewięciu lat został profesorem poetyki i greki w Lejdzie wykładając do 1648. Pełnił tam również funkcję kierownika biblioteki uniwersyteckiej. Od 1627 był historiografem Gustawa II Adolfa oraz Holandii.
Razem z Hugo Grocjuszem (1583–1645) i Dominikiem Baudiusem (1566–1631) był jednym z ważniejszych profesorów na lejdejskiej uczelni. W 1618 jako sekretarz przewodniczył synodowi i przeszedł do obozu radykałów znajdując się tym samym w opozycji do Grocjusza.
Jako poeta w młodości pisał po łacinie erotyki oraz emblematy. Tworzył również pierwsze próby pisania w języku ojczystym. Dał początek kalwińskiej liryce barokowej.

## Współczesne edycje dzieł Heinsiusa oraz opracowania
- Daniel Heinsius, De verachting van de dood. De contemptu mortis. Vertaling door Jan Bloemendal en Jan W. Steenbeek. Tekst, inleiding en commentaar door Jan Bloemendal, Amsterdam 2005
- Immanuel Musäus, Der Pandoramythos bei Hesiod und seine Rezeption bis Erasmus van Rotterdam, Göttingen 2004 [op blz. 192-207 een appendix met het Griekstalige gedicht ‘Hymne op de Pandora van Hesiodus’ met Duitse vertaling]
- Daniel Heinsius, De constitutione tragoediae/ La constitution de la tragédie, dite La poétique d'Heinsius, Edition, traduction et notes par Anne Duprat, Genève 2001
- Daniel Heinsius, Laus pediculi. Lof van de luis, editie, vertaling, inleiding René Veenman, Voorthuizen 2000
- Daniel Heinsius, Auriacus, sive Libertas saucia (1602), editie met vertaling, inleiding en commentaar door Jan Bloemendal, diss. Utrecht, Voorthuizen 1997
- Daniel Heinsius, Nederduytsche poemata. Faksimiledruck nach der Erstausgabe von 1616, ed. Barbara Becker-Cantarino, Bern-Frankfurt am Main 1983
- Aristotelis de poetica liber. Daniel Heinsius recensuit [...]. Accedit eiusdem de tragica constitutione liber, Hildesheim-New York 1976 (Fotomechanische herdruk van de uitgave Leiden 1611)
- A.K.H. Moerman, Daniel Heinsius. Zijn “spiegel” en spiegeling in de literatuurgeschiedschrijving, Leiden 1974 [Bevat: Spiegel vande Doorluchtige vrouwen]
- On Plot in Tragedy, by Daniel Heinsius. Translated by Paul R. Sellin and John J. McManmon, With Introduction and Notes by Paul R. Sellin, Northridge, California 1971 [Vertaling van De tragoediae constitutione]
- Bacchus en Christus. Twee Lofzangen van Daniel Heinsius, opnieuw uitgegeven door L.Ph. Rank, J.D.P. Warners en F.L. Zwaan, Zwolle 1965 ['Hymnus oft Lof-sanck van Bacchus' en 'Lof-sanck van Iesus Christus']